# Agent za odnose s javnošću
Agent za odnose s javnošću (eng. PR agent od public relations - odnosi s javnošću)  Velike korporacije imaju ustrojen sektor korporativne komunikacije ili odjel za odnose s javnošću u kojemu rade stručnjaci odnosa s javnošću. Međutim, male i srednje organizacije pa i osobe iz medija poput pjevača, filmskih glumaca i drugih također mogu izdvojiti veće iznose za promociju i/ili zaposliti vrhunskog stručnjaka za odnose s javnošću, posebno kad njihov obujam poslovanja ni ne zahtjeva punovremeni angažman takvog jednog stručnjaka.
Stručnjaci za odnose s javnošću osiguravaju sljedeće usluge:
- potpunu skrb oko izlaska organizacije ili osobe koju zastupaju u medije
- pregovaranje s drugim srednjim i velikim organizacijama u svrhu prodaje ideja, usluga i proizvoda
- izradu baze podataka svih medijskih kuća, postojećih ili potencijalnih poslovnih partnera i klijenata na koje se žele slati novosti o poslovanju
- slanje obavijesti medijima o novitetima u organizaciji, te iniciranje pisanja članaka i tema koje su blisko povezane s djelatnostima organizacije
- pisanje promotivnih članaka za medije ili oglašavanje
- dogovaranje konferencija za novinare ili intervjua po potrebi
- dogovaranje gostovanja u televizijskim i radijskim emisijama
- krizno komuniciranje
- ispravak netočnih navoda u novinama i reagiranja
- slanje dopisa prema drugim organizacijama
- logistička podrška u traženju sponzora za pojedine projekte
- logistička podrška u traženju partnera u proširenju poslovanja
- posredovanje u oglašavanju
- zakup medijskog prostora u odabranim medijima
- logistička podrška u pripremi i distribuciji promotivnih materijala organizacije
- posredovanje u tiskanju promotivnih materijala
- sufinanciranje izrade web stranica